# 裸颈果伞鸟
，是雀形目伞鸟科的一种鸟类，属于单型的裸颈果伞鸟属（学名：Gymnoderus）。
裸颈果伞鸟体重约275.49克，翼长约20.14厘米，喙宽度约9.5毫米，喙厚度约8.8毫米，嘴峰长约29.3毫米，跗蹠长约31.9毫米，尾长约12.17厘米。
裸颈果伞鸟是留鸟，栖息在森林，它们是植食性动物，主要以植物的果实为食。它们分布在委内瑞拉南部和圭亚那到玻利维亚北部和巴西亚马逊地区。